# Christoph 32
Christoph 32 ist der Funkrufname eines am Klinikum Ingolstadt stationierten Rettungshubschraubers.

## Geschichte
Am 10. Juli 1991 wurde Christoph 32 in Dienst gestellt. Im Jahr 1995 bekam das Luftrettungszentrum einen neuen Hangar. 1998 wurde der Standort zum Schulungszentrum für Copiloten der ADAC Luftrettung.

## Rettungszentrum
Vom Klinikum Ingolstadt aus werden rund 1300 Einsätze pro Jahr in Ingolstadt und ca. 70 km im Umland geflogen. Viele Jahre wurde hierfür ein Hubschrauber vom Typ MBB/Kawasaki BK 117 eingesetzt. Am 27. März 2015 übergab Airbus Helicopters den ersten Airbus Helicopters H135 an den ADAC zur Stationierung in Ingolstadt.
Im Mai 2024 traf eine Hochwasserkatastrophe Süddeutschland, insbesondere die Landkreise Pfaffenhofen und Neuburg-Schrobenhausen. In dieser Zeit wurde ein zweiter Hubschrauber am Rettungszentrum Ingolstadt stationiert, der auch nachts fliegen kann und der eine Seilwinde zur Rettung von Menschen aus Hochwasser hat. Der Hubschrauber erhielt den Funkrufnamen Christoph 32 bravo.